# Arrondissement Quimperlé
Quimperlé is een voormalig arrondissement in het departement Finistère in de Franse regio Bretagne. Het arrondissement werd op 17 februari 1800 gevormd en op 10 september 1926 opgeheven. De vijf kantons werden bij de opheffing toegevoegd aan het arrondissement Quimper.

## Kantons
Het arrondissement was samengesteld uit de volgende kantons:
- kanton Arzano
- kanton Bannalec
- kanton Pont-Aven
- kanton Quimperlé
- kanton Scaër